# 篠山玉水ゆり園
篠山玉水ゆり園（ささやまたまみずゆりえん）は兵庫県丹波篠山市黒岡に所在する庭園である。

## 概要

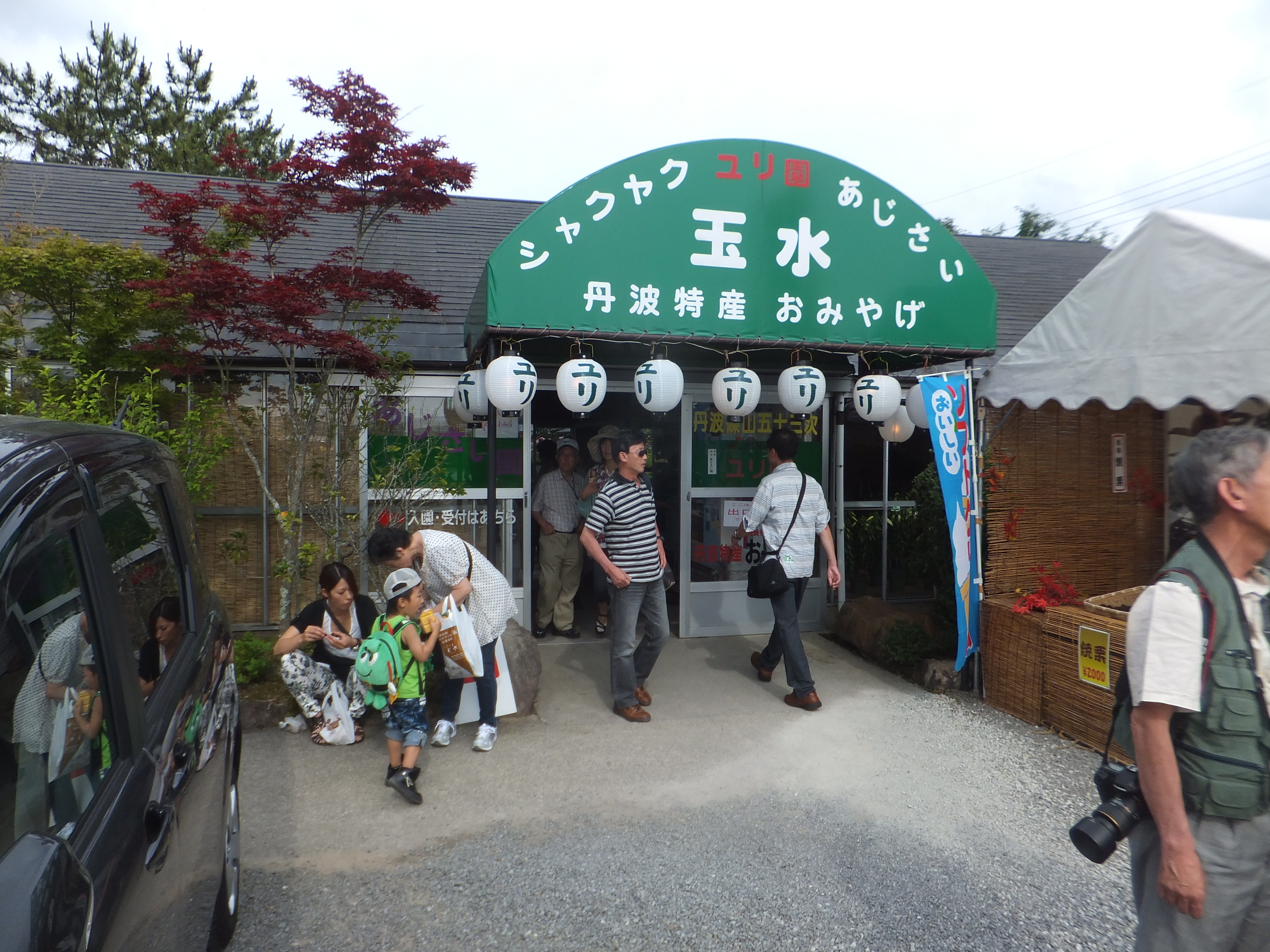
施設の入口

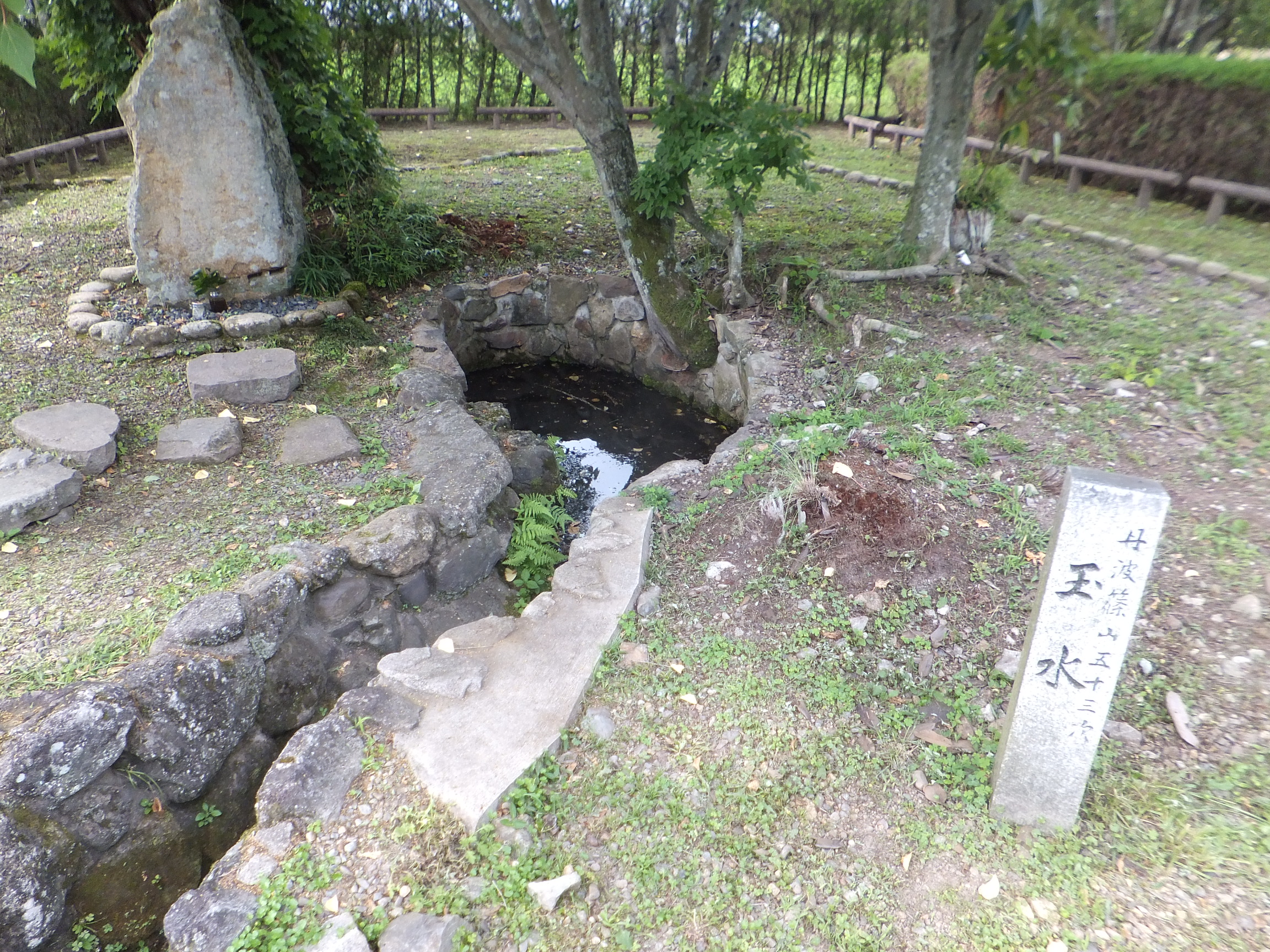
施設の由来となっている玉水

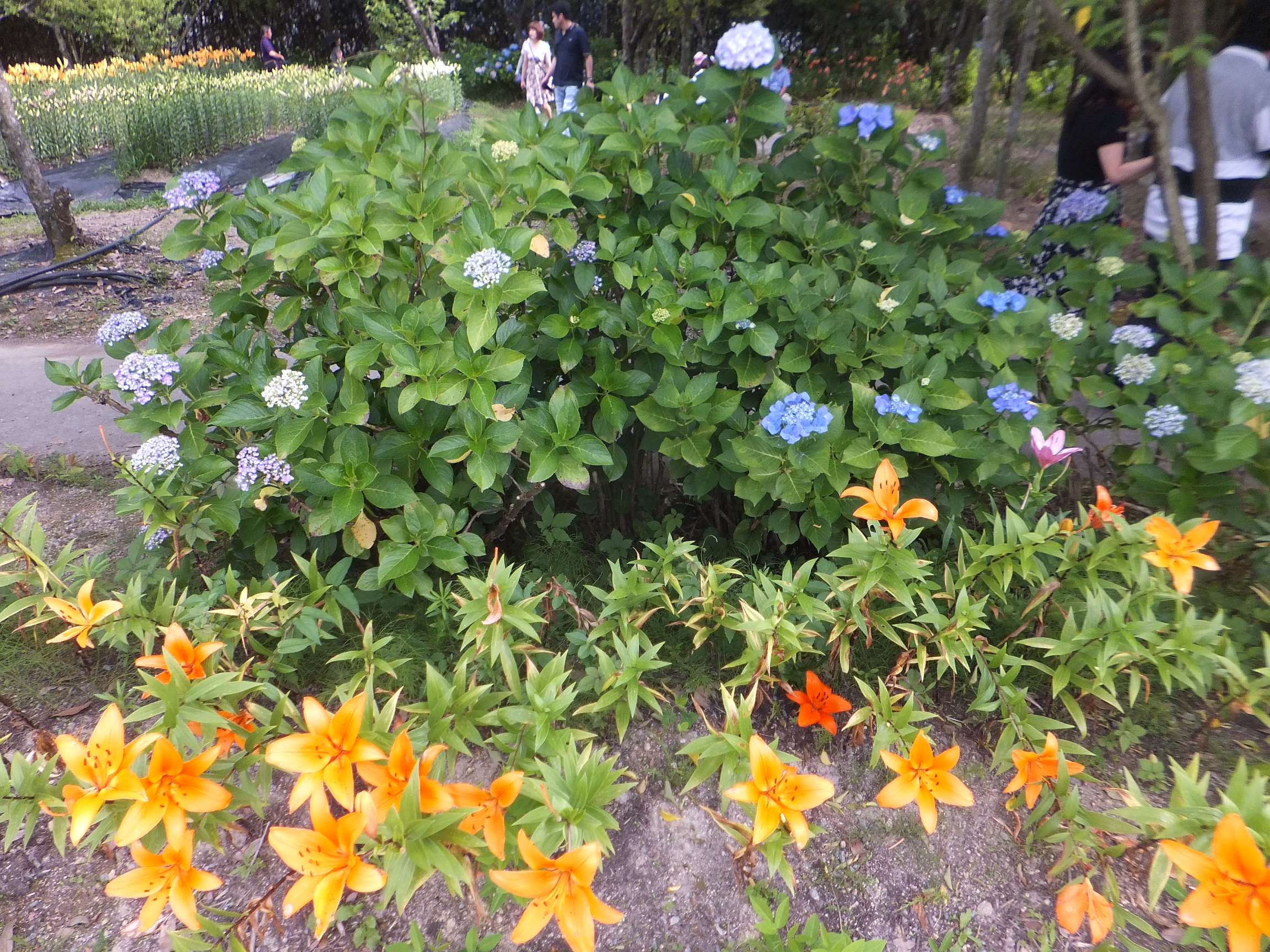
ユリとアジサイが同時に咲いている場所

- 有限会社デカンショ村ささやま玉水が所有しており、[1]篠山城から北へ1kmに位置している。ユリ・バラ・アジサイなどの花が植えられており、6月から7月上旬まで営業している。土産処が併設されている。[2]

### 由来
- 篠山城の井戸水の水源地が「篠山玉水」であることから名づけられた。[2][3]

## 沿革
- 1999年（平成11年）1月1日 - 運営者である有限会社デカンショ村ささやま玉水が設立する。[1]

## 施設内にある花
- ユリ（約60種約10万本ある）[2][4]
  - ロイヤルサンセット・ブラックアウト・イエローダイヤモンドがある。[4]
- バラ[2]
- アジサイ[2]
- モミジ

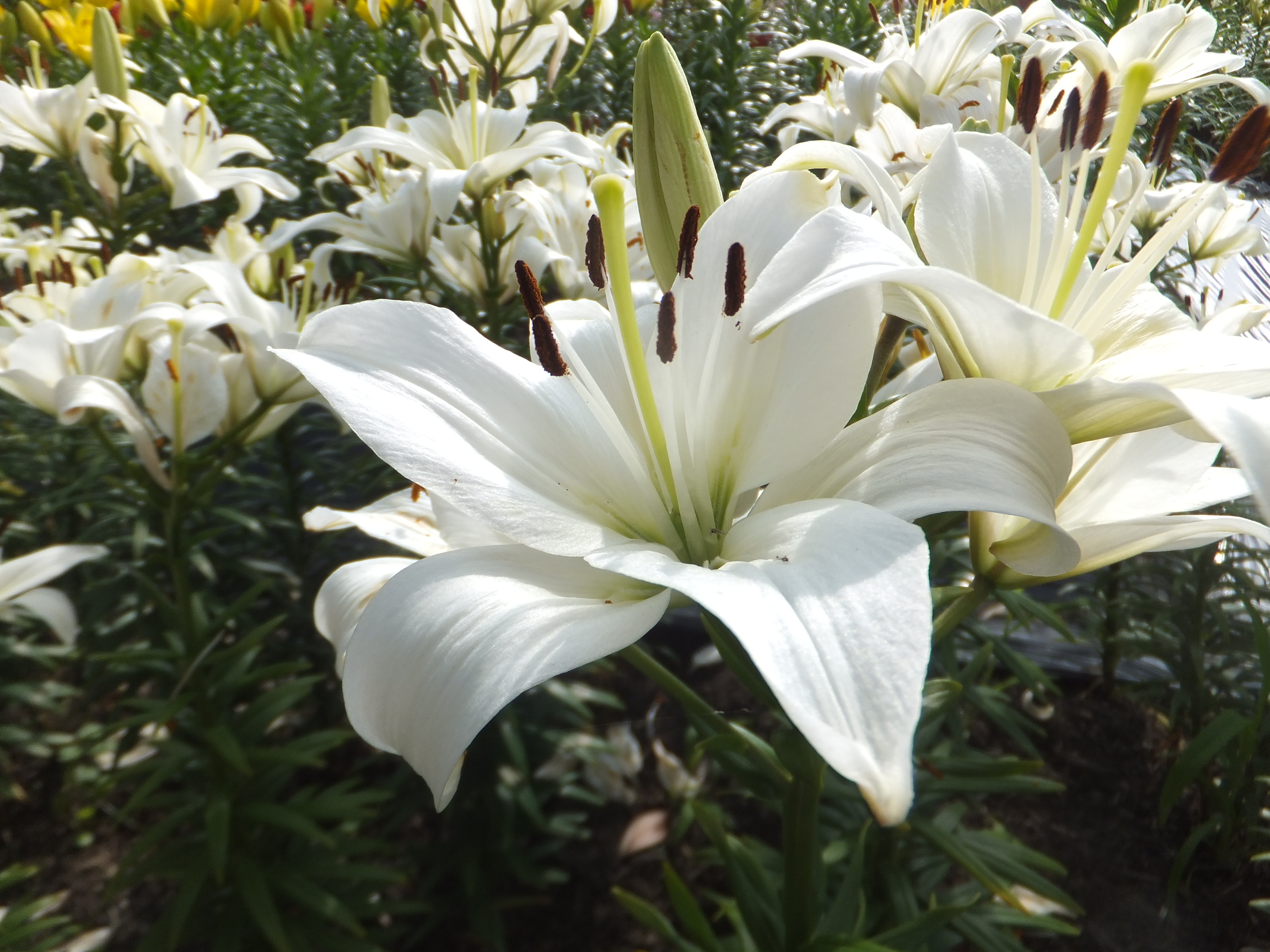
ユリ
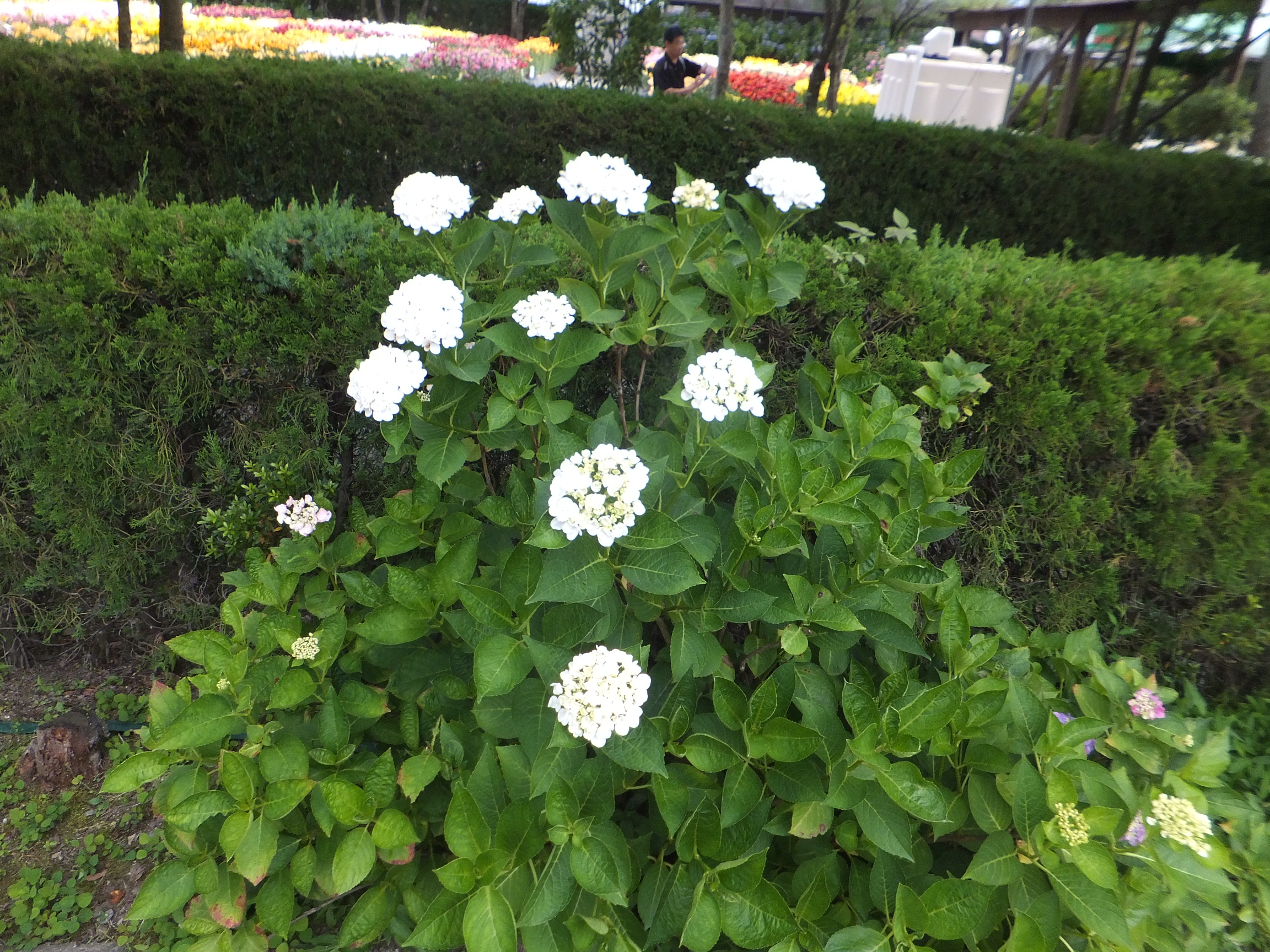
アジサイ

## 営業期間
- 6月上旬から7月上旬。[2][1]

## アクセス

### 自動車
- 舞鶴若狭自動車道 丹南篠山口ICから約10分。

### 公共交通機関
- JR福知山線篠山口駅から神姫グリーンバス二階町停留所から徒歩約5分。[2]